# ناشر موسیقی
ناشر موسیقی (به انگلیسی: Music Publisher) به نوعی از شرکت‌های تجاری گفته می‌شوند که در زمینه مدیریت، حفاظت، و ارتقای حقوق کپی‌رایت آثار موسیقایی شامل آهنگ‌ها و ترانه‌ها می‌پردازد.
وظایف اصلی ناشران موسیقی شامل ثبت آثار، صدور مجوزهای مربوطه، جمع‌آوری و توزیع حق امتیازها، و حمایت از آهنگسازان و ترانه‌سرایان است.

## وظایف ناشر موسیقی
ناشر موسیقی چندین وظیفه مهم را بر عهده دارد:
1. ثبت آثار موسیقایی: ناشران موسیقی آثار هنرمندان را در سازمان‌های مربوط به کپی‌رایت ثبت می‌کنند تا حقوق قانونی آن‌ها محفوظ بماند.
2. صدور مجوز: ناشران مجوز استفاده از آثار موسیقایی را در فیلم‌ها، تبلیغات، بازی‌های ویدیویی و سایر رسانه‌ها صادر می‌کنند.
3. جمع‌آوری حق امتیاز: ناشران حق امتیازهای مختلفی را جمع‌آوری می‌کنند، از جمله:

- حق امتیاز مکانیکی (به انگلیسی: Mechanical Royalties): برای نسخه‌برداری‌ها و فروش‌های فیزیکی یا دیجیتالی.
- حق امتیاز اجرا (به انگلیسی: Performance Royalties): برای اجرای زنده یا پخش‌های عمومی.
- حق امتیاز همگام‌سازی (به انگلیسی: Synchronization Royalties): برای استفاده در فیلم‌ها، سریال‌ها و تبلیغات.
- حمایت و توسعه: ناشران به هنرمندان در ارتقای حرفه‌ای خود کمک کرده و فرصت‌های جدیدی برای انتشار آثار آن‌ها ایجاد می‌کنند.

## تفاوت با رکورد لیبل
ناشر موسیقی نباید با رکورد لیبل (به انگلیسی: Record Label) اشتباه گرفته شود. در حالی که ناشر موسیقی به حقوق ترانه و آهنگ توجه دارد، رکورد لیبل بر ضبط‌ها و تولید آثار صوتی متمرکز است. برای مثال:
- ناشر موسیقی: حق‌امتیاز ترانه و ملودی.
- رکورد لیبل: حق‌امتیاز ضبط‌های صوتی و بازاریابی آن.

## تاریخچه ناشران موسیقی
نشر موسیقی از قرن ۱۹ میلادی با صنعت چاپ و انتشار نت‌های موسیقی آغاز شد. در طول زمان و با ظهور فناوری‌های جدید مانند ضبط‌های صوتی و دیجیتال، ناشران نقش کلیدی در حمایت از آهنگسازان و مدیریت حقوق آنان ایفا کردند.
در دهه‌های میانی قرن ۲۰، با ظهور رسانه‌های جدیدی مانند رادیو و تلویزیون، ناشران موسیقی نقشی حیاتی در تأمین محتوای موسیقایی برای این پلتفرم‌ها ایفا کردند. در این دوره، همکاری بین ناشران و هنرمندان برای گسترش دامنه استفاده از موسیقی به اوج خود رسید.
با ورود به عصر دیجیتال در اواخر قرن ۲۰ و اوایل قرن ۲۱، چالش‌ها و فرصت‌های جدیدی برای ناشران موسیقی ایجاد شد. ظهور پلتفرم‌های استریمینگ و توزیع دیجیتال، ناشران را وادار کرد تا استراتژی‌های خود را برای مدیریت حقوق کپی‌رایت و کسب درآمد از آثار موسیقایی بازتعریف کنند. امروزه، ناشران موسیقی نقش کلیدی در اقتصاد جهانی موسیقی ایفا می‌کنند و با بهره‌گیری از فناوری‌های نوین، به حمایت از هنرمندان و گسترش استفاده از موسیقی در زمینه‌های گوناگون می‌پردازند.

## انواع قراردادهای ناشران موسیقی
1. قرارداد نشر کامل: ناشر تمام حقوق کپی‌رایت را مدیریت کرده و درآمدها را بین خود و هنرمند تقسیم می‌کند.
2. قرارداد مدیریتی: ناشر تنها حقوق خاصی (مانند صدور مجوز) را مدیریت می‌کند.
3. قرارداد مشارکتی: هنرمند و ناشر به صورت مشترک در مدیریت و درآمدزایی آثار شریک هستند.

## ناشر موسیقی کلان
اصطلاح ناشر موسیقی کلان برای توصیف تعداد محدودی از ناشران موسیقی بین‌المللی به کار می‌رود که در سطح کلان فعالیت می‌کنند و بسیاری‌شان مالک مؤسسه‌های ناشر موسیقی کوچک‌تر هستند. میان سال‌های ۱۹۸۸ تا ۱۹۹۹، شش شرکت بزرگ موسیقی به عنوان شش بزرگ شناخته می‌شدند:
- گروه موسیقی وارنر
- ئی‌ام‌آی
- سونی میوزیک (تا ژانویهٔ ۱۹۹۱ با نام سی‌بی‌اس ریکوردز شناخته می‌شد)
- بی‌اِم‌جی
- یونیورسال میوزیک گروپ
- پُلی‌گرَم

## یادداشت
1. ↑  Major record label